# Barcelona Open 2024
Il Barcelona Open 2024, ufficialmente Barcelona Open Banc Sabadell per motivi di sponsorizzazione, è stato un torneo di tennis giocato sulla terra rossa. È stata la 71ª edizione del torneo facente parte dell'ATP Tour 500 nell'ambito dell'ATP Tour 2024. Si è giocato al Real Club de Tenis Barcelona di Barcellona, in Spagna, dal 15 al 21 aprile 2024.

## Partecipanti al singolare

### Teste di serie
| Nazionalità | Giocatore                   | Ranking* | Testa di serie |
| ----------- | --------------------------- | -------- | -------------- |
| Spagna      | Carlos Alcaraz              | 3        | 1              |
|             | Andrej Rublëv               | 6        | 2              |
| Norvegia    | Casper Ruud                 | 10       | 3              |
| Australia   | Alex de Minaur              | 11       | 4              |
| Grecia      | Stefanos Tsitsipas          | 12       | 5              |
| Francia     | Ugo Humbert                 | 15       | 6              |
|             | Karen Chačanov              | 17       | 7              |
| Argentina   | Sebastián Báez              | 19       | 8              |
| Cile        | Nicolás Jarry               | 21       | 9              |
| Italia      | Lorenzo Musetti             | 24       | 10             |
| Spagna      | Alejandro Davidovich Fokina | 29       | 11             |
| Regno Unito | Cameron Norrie              | 30       | 12             |
| Argentina   | Tomás Martín Etcheverry     | 31       | 13             |
| Australia   | Jordan Thompson             | 32       | 14             |
| Croazia     | Borna Ćorić                 | 33       | 15             |
| Francia     | Arthur Fils                 | 36       | 16             |
| Ungheria    | Fábián Marozsán             | 37       | 17             |

* Ranking all'8 aprile 2024.

#### Altri partecipanti
I seguenti giocatori hanno ricevuto una wildcard per il tabellone principale:
- Roberto Bautista Agut
- Martín Landaluce
- Albert Ramos Viñolas
- Daniel Rincón

Il seguente giocatore è entrato in tabellone usando il ranking protetto:
- Rafael Nadal

I seguenti giocatori sono entrati nel tabellone principale passando dalle qualificazioni:

- Shang Juncheng
- Duje Ajduković
- Harold Mayot
- Diego Schwartzman
- Nick Hardt
- Marco Trungelliti

I seguenti giocatori sono entrati in tabellone come lucky loser:
- Andrea Vavassori
- Hugo Grenier

#### Ritiri
Prima del torneo
- Carlos Alcaraz → sostituito da  Hugo Grenier
- Karen Chačanov → sostituito da  Andrea Vavassori
- Jiří Lehečka → sostituito da  Arthur Cazaux
- Mackenzie McDonald → sostituito da  Luca Van Assche
- Emil Ruusuvuori → sostituito da  Pedro Cachín

## Partecipanti al doppio

### Teste di serie
| Nazione     | Giocatore         | Nazione     | Giocatore              | Ranking* | Testa di serie |
| ----------- | ----------------- | ----------- | ---------------------- | -------- | -------------- |
| Spagna      | Marcel Granollers | Argentina   | Horacio Zeballos       | 11       | 1              |
| Croazia     | Ivan Dodig        | Regno Unito | Neal Skupski           | 13       | 2              |
| Stati Uniti | Rajeev Ram        | Regno Unito | Joe Salisbury          | 17       | 3              |
| Messico     | Santiago González | Francia     | Édouard Roger-Vasselin | 23       | 4              |

* Ranking al 8 aprile 2024.

### Altri partecipanti
Le seguenti coppie di giocatori hanno ricevuto una wildcard per il tabellone principale:
- Roberto Carballés Baena /  Jaume Munar
- Daniel Rincón /  Oriol Roca Batalla

La seguente coppia di giocatori è passata dalle qualificazioni:
- Tomáš Macháč /  Zhang Zhizhen

## Punti
| Evento    | V   | F   | SF  | QF  | 3T   | 2T   | 1T | Q  | Q2 | Q1 |
| Singolare | 500 | 330 | 200 | 100 | 50   | 25   | 0  | 16 | 8  | 0  |
| Doppio    | 500 | 300 | 180 | 90  | N.D. | N.D. | 0  | 45 | 25 | 0  |

## Montepremi
| Evento    | V         | F         | SF        | QF       | 3T       | 2T       | 1T       | Q2      | Q1      |
| Singolare | 488 390 € | 260 475 € | 135 125 € | 70 550 € | 37 175 € | 20 350 € | 10 885 € | 5 700 € | 3 255 € |
| Doppio*   | 170 940 € | 91 170 €  | 46 130 €  | 23 060 € | N.D.     | N.D.     | 11 940 € | N.D.    | N.D.    |

* per team

## Campioni

### Singolare
Casper Ruud ha sconfitto in finale  Stefanos Tsitsipas con il punteggio di 7-5, 6-3.
- È l'undicesimo titolo in carriera per Ruud, il primo in stagione.

### Doppio
Máximo González /  Andrés Molteni hanno sconfitto in finale  Hugo Nys /  Jan Zieliński con il punteggio di 4-6, 6-4, [11-9].